# Until Then (jeu vidéo)
Until Then (en philippin : Hanggang sa muli, dans l'écriture baybayin : ᜑᜅ᜔ᜄᜅ᜔ᜐᜋᜓᜎᜒ) est un jeu d'aventure sorti le 25 juin 2024 développé par Polychroma Games et publié par Maximum Entertainment. Le jeu raconte l'histoire de Mark Borja et ses moments de déjà-vu des mois après les événements du Décret (en anglais : The Ruling), une catastrophe mondiale causant de nombreuses victimes et dégâts infrastructurels dans toutes les Philippines. Le jeu est présenté comme un roman vidéoludique dans un jeu à défilement latéral 2,5D, avec du pixel art dans un environnement 3D.
En 2020, une équipe dirigée par le réalisateur Mickole Klein Nulud commence à développé le jeu. Sortie le 25 juin 2024 sur Linux, PlayStation 5 et Windows, le jeu a reçu des critiques positives de la part des critiques, qui ont souligné son interactivité, sa narration et sa représentation des Philippines.

## Système de jeu
Until Then est un jeu d'aventure à défilement latéral avec des graphismes en pixel art, comportant des sprites 2D dans un espace 3D. Il est également décrit comme un roman graphique, bien qu'avec des éléments plus interactifs par rapport aux jeux conventionnels du genre.
Le joueur contrôle Mark Borja, un lycéen qui vit seul alors que ses parents travaillent à l'étranger. Le joueur peut se déplacer de gauche et à droite dans l'environnement et interagir avec des objets spécifiques pour faire avancer l'histoire du jeu. À des moments précis de l'histoire, le joueur peut interagir avec un smartphone, qui comprend une application de messagerie et une version semblable à celle de Facebook, où le joueur peut choisir d'aimer, commenter et de partager les publications faites par d'autres personnages de l'histoire,. Lors de l'envoi de messages, le joueur doit appuyer sur n'importe quelle touche du clavier pour taper le message envoyer par Mark, prédéterminé ou choisi par le joueur.
Le jeu contient plusieurs mini-jeux, comme embrocher des boulettes de poisson en chronométrant la position et la force de la brochette ; insérez une clef USB en essyant de la mettre dans le bon sens.

## Trame
En février 2014, une série de catastrophes naturelles frappent simultanément le monde entier. L'évènement nommé le Décret a détruit certaines zones des Philippines. Les zones urbaines telles que Liamson ne sont pas touchées.
Mark Borja, un lycéen de Liamson, vit seul. Ses parents travaillent à l'étranger. Lui et sa camrade de classe Louise ont des sensations de déjà-vu. Celles de Mark s'amplifient lorsqu'il fait la rencontre d'une nouvelle étudiante fraîchement transférée, Nicole. Plusieurs fois, celles-ci empirent à la fête foraine mais il retrouve son calme après avoir croisé Nicole. Elle avoue à Mark qu'elle et sa famille ont été victimes du Décret, c'est la raison de son déménagement pour Liamson.
Mark décide de rejoindre le club de piano du lycée et de s'inscrire à leurs auditions. Tout en s'entraînant, Mark joue une musique composé par Nicole pour son meilleur ami, Jake, disparu des années auparavant. Elle accepte de l'aider à s'améliorer. Pendant ce temps, Louise pense que leur sensations de déjà-vu, les mystérieuses disparitions des élèves et le Décret proviennent d'univers parallèles entrant en collisions et interagissent.
Cathy, la meilleure amie de Mark, est introuvable après que ses parents l'ont ramenée de force chez eux lors du bal du lycée. Mark part à sa poursuite. Épuisé, il trouve Cathy. La route les séparant, Cathy tente de rejoindre Mark mais elle est heurtée par un camion.
Le jeu reprend du début, de manière similaire, sans pour autant l'être. Dans un café situé en montagne, Louise effectue l'expérience des fentes de Young avec des résultats anormaux. Ces anomalies se produisent dans des « zones sensibles » ; zones significativement touchées par le Décret ou ses victimes. Dans l'une de ses « zones sensibles » le paterne de l'interférences de Young devient de plus en plus incohérent faisant disparaître Mark, Nicole, et Louise qui vivent tous les trois des vies alternatives d'eux-mêmes. Lors du bal du lycée, de nouveau, Mark part à la poursuite de Cathy. Il l'a retrouve. Hélas, elle et Louise disparaissent. Mark s'isole et retourne au café dans l'attente d'anomalies. Le jeu recommence, encore.
Mark et Nicole conservent leur mémoire des précédents évènements. Louise suggère que l'origine des fluctuations viennent de leur interactions. Après une nouvelle réinitialisation, les deux tentent de s'éviter, mais une rencontre improviste à l'hôpital les envoie dans une réalité déformée. Ils remarquent qu'une zone sensible disparaît à chaque fois qu'ils entrent en contact en visuel. Ils se déplacent de zones sensibles à zones sensibles et répètent leur interactions. Mark et Nicole vivent des parties de l'enfance de l'un et l'autre tandis que Liamson sombre dans un chaos grandissant à chaque cycle. Lors d'une autre tentative de cycle, ils ne parviennent pas à maintenir le contact visuel. Mark se réveille alors dans un centre d'évacuation et n'arrive pas à joindre Nicole. Le monde autour de lui dispraît et lui et Nicole se retrouvent dans un espace vide noir. Ils observent tous deux des moments de la vie de chacun menant à la disparition de Jake et de la mère de Mark. Ceux-ci apparaissent alors devant Mark et Nicole, révélant que chaque vie était une tentative pour leur donner une vie meilleur après leurs disparitions, mais dans chacune d'elles, ils n'avaient toujours pas cessé de les chercher. Alors que Mark et Nicole se revoient, ils apprennent tous les deux à lâcher prise et à se dire au revoir. Le Décret s'annule et ils vivent tous deux leur vie séparément et normalement, sans aucun souvenir l'un de l'autre.